# نظریه نمایش

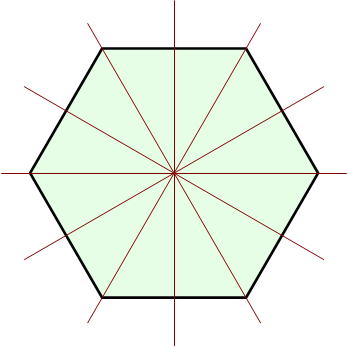
نظریه نمایش به مطالعه چگونگی «کنش» ساختارهای جبری بر روی اشیاء می‌پردازد. یکی از ساده‌ترین مثال‌های آن را در تصویر فوق می‌بینید، در این تصویر مشاهده می‌کنید که چگونه تقارن‌های یک چند ضلعی منظم، شامل انعکاس‌ها و دوران‌ها، بر روی این چند ضلعی عمل تبدیل را انجام می‌دهند.

نظریه نمایش شاخه ای از ریاضیات است که به مطالعه ساختارهای جبری از طریق نمایش عناصر آن‌ها به صورت تبدیل‌های خطی فضاهای برداری پرداخته و به مطالعه مدول‌ها روی این ساختارهای جبری می‌پردازد. اساساً، این گونه نمایش‌ها، اشیاء ساختارهای جبری را با توصیف عناصرشان به کمک ماتریس‌ها و عملگرهای جبری چون جمع و ضرب ماتریسی، ملموس تر می‌کنند. اشیاء جبری که رام چنین توصیفاتی می‌شوند شامل گروه‌ها، جبرهای شرکت پذیر و جبرهای لی می‌شوند. برجسته ترینشان (و از نظر تاریخی اولینشان) نظریه نمایش گروه هاست که در آن عناصر گروه توسط ماتریس‌های معکوس پذیر چنان نمایش داده می‌شوند که عمل گروهی حکم همان عمل دوتایی گروه را دارد.
نظریه نمایش روش مفیدیست، چرا که مسائل جبر مجرد را به مسائل جبر خطی که به خوبی شناخته شده‌اند تقلیل می‌دهد. به علاوه، فضای برداری که یک گروه (به عنوان مثال) را روی آن نمایش می‌دهیم می‌تواند بی‌نهایت بعدی باشد، و حتی مثلاً می‌تواند یک فضای هیلبرت باشد که در این صورت می‌توان روش‌های آنالیزی را بر روی نظریه گروه‌ها اعمال کرد. نظریه نمایش در فیزیک هم اهمیت دارد، چرا که به عنوان مثال، به توصیف چگونگی تأثیرگذاری تقارن گروهی یک سیستم فیزیکی بر روی مجموعه جواب معادلات توصیف کننده آن سیستم می‌پردازد.
نظریه نمایش بین شاخه‌های مختلف ریاضیات نفوذ بالایی دارد، به دو علت: یکی این که کاربردهای نظریه نمایش وسیعند، به علاوه اثرات آن بر روی جبر، نظریه نمایش بر روی موارد زیر هم اثرگذار است:
- بر روی آنالیز فوریه پرتو افکنده و آن را از طریق آنالیز هارمونیک تعمیم می‌دهد.[۷]
- از طریق نظریه پایا و برنامه ارلانگن به هندسه ارتباط پیدا می‌کند.[۸]
- از طریق فرم‌های اتومورف و برنامه لانگلند بر روی نظریه اعداد اثرگذار است.[۹]

ثانیاً، رهیافت‌های گسترده‌ای به نظریه نمایش وجود دارد. همان اشیاء را می‌توان با استفاده از روش‌های هندسه جبری، نظریه مدول، نظریه تحلیلی اعداد، هندسه دیفرانسیل، نظریه عملگرها، ترکیبیات جبری و توپولوژی نیز مطالعه کرد.
موفقیت نظریه نمایش منجر به چندین تعمیم شده است. یکی از عام ترین‌های آن نظریه رسته‌هاست. اشیاء جبری که نظریه نمایش را می‌توان از دیدگاه آن (از دیدگاه نظریه رسته‌ها) به صورت رسته‌های خاصی دید، و نمایش‌ها را به صورت فانکتور‌هایی از اشیاء رسته به رسته فضاهای برداری دید. این توصیف به دو تعمیم آشکار اشاره می‌کند: اولین آن این که اشیاء جبری را می‌توان با رسته‌های عام تری جایگزین کرد؛ دومین آن این که رسته هدف را می‌توان به جای رسته فضاهای برداری با رسته‌های شناخته شدهٔ دیگری جایگزین نمود.

## تعاریف و مفاهیم
فرض کنید {\displaystyle V} یک فضای برداری روی میدانی چون {\displaystyle \mathbf {F} }. به عنوان مثال، فرض کنید {\displaystyle V} یکی از {\displaystyle \mathbf {R} ^{n}} یا {\displaystyle \mathbf {C} ^{n}} باشد، یعنی به ترتیب یک فضای برداری معمولی {\displaystyle n}-بعدی روی {\displaystyle \mathbf {R} ^{n}} یا {\displaystyle \mathbf {C} ^{n}} باشد. در این صورت ایده نظریه نمایش این است که جبر مجرد را با استفاده از ماتریس‌های {\displaystyle n\times n} از اعداد حقیقی یا مختلط ملموس کنند.
سه نوع مختلف از اشیاء جبری وجود دارد که برای آن‌ها این کار (ملموس سازی با استفاده از ماتریس‌ها) را می‌توان انجام داد: گروه‌ها، جبرهای شرکت‌پذیر و جبرهای لی.
- مجموعه تمام ماتریس‌های معکوس‌پذیر {\displaystyle n\times n} تحت ضرب ماتریسی تشکیل گروه می‌دهند و نظریه نمایش گروه‌ها به تحلیل یک گروه با توصیف ("نمایش") عناصرش بر اساس ماتریس‌های معکوس پذیر می‌پردازد.
- جمع و ضرب ماتریسی مجموعه تمام ماتریس‌های {\displaystyle n\times n} را تبدیل به جبر شرکت‌پذیر کرده و لذا متناظر با نظریه نمایش جبرهای شرکت‌پذیر خواهد بود.
- اگر ضرب ماتریسی MN را با جابجاگر ماتریسی  {\displaystyle MN-NM}  جایگزین کنیم، آنگاه ماتریس‌های {\displaystyle n\times n} تبدیل به جبر لی می‌شوند، که منجر به نظریه نمایش جبرهای لی خواهد شد.

این کار را می‌توان به هر میدان {\displaystyle \mathbb {F} } و هر فضای برداری {\displaystyle V} روی {\displaystyle \mathbb {F} } تعمیم داد، که در آن نگاشت‌های خطی جایگزین ماتریس‌ها و ترکیب جایگزین ضرب ماتریسی می‌شود. اشیائی که با این تعمیم شکل می‌گیرند بدین قرارند: گروهی به نام {\displaystyle GL(V,\mathbb {F} )} از خودریختی (اتومورفیسم)های {\displaystyle V}، جبر شرکت‌پذیر {\displaystyle n\times n} از تمام درون‌ریختی (اندومورفیسم)های {\displaystyle n\times n} و جبر لی متناظر آن یعنی {\displaystyle {\mathfrak {gl}}(V,\mathbb {F} )}.